# Gamhariya (Parsa)
Pour les articles homonymes, voir Gamhariya.
Gamhariya (en népalais : गम्हरीया) est un comité de développement villageois du Népal situé dans le district de Parsa. Au recensement de 2011, il comptait 4 176 habitants.